# Jacobs R-755
O Jacobs R-755 (designação da empresa L-4) é um motor radial de sete cilindros, refrigerado a ar, para aeronaves fabricado nos Estados Unidos pela Jacobs Aircraft Engine Company.

## Projeto e desenvolvimento
O R-755 foi testado pela primeira vez em 1933 e ainda estava em produção na década de 1970. Com um diâmetro e curso de 5,25 pol. X 5 pol. (133 mm x 127 mm), o deslocamento era de 757 pol. cúbicas (12,4 L), a potência variava de 200 cv a 350 cv (150 kW - 260 kW). O motor possui cilindros de aço com cabeçotes de liga de alumínio. Uma variante do R-755E foi desenvolvida para uso em helicópteros.

## Variantes
R-755A1A versão de produção de unidade direta de linha de base.
R-755A2Variante de 300 hp.
R-755A3Semelhante a A1, mas com magnetos Scintilla.
R-755B1Versão reduzida do R-755A para acionar uma hélice de passo fixo.
R-755B2Versão reduzida do R-755A para acionar uma hélice de passo variável ou controlável.
R-755EMotor melhorado com engrenagem de redução.
R-755EHDesenvolvido para alimentar o Jacobs Type 104 Gyrodyne.

## Aplicações
- Anahuac Tauro
- Beechcraft Model 17 Staggerwing (B17L, C17L, E17L)
- Boeing-Stearman PT-18 Kaydet
- Cessna AT-17 Bobcat
- Cessna 195
- Funk F-23
- Grumman G-164 Ag Cat
- Kellett KD-1
- Lascurain Aura
- Morane-Saulnier MS.505 Criquet
- Waco F series (YMF, YPF)
- Waco Custom Cabin series (YOC, YQC)
- Waco Standard Cabin series (YKC, YKC-S, YKS-6)
- Waco PG-3 (versão bimotora do planador Waco CG-15, apenas protótipo)

## Motores em exibição
- Um Jacobs R-755 preservado está em exibição no Arkansas Air Museum.[4]
- Um Jacobs R-755 está em exibição pública no Museu Aeroespacial da Califórnia
- Um Jacobs R-755 preservado está em exibição na "Super T Aviation Academy" em Medicine Hat, Canadá.
- Um Jacobs R-755A restaurado está em exibição na House of Whitley.